# Sancho VII de Navarra
Sancho VII de Navarra, cognominado o Forte (Tudela, 17 de abril de 1154 – Tudela, 7 de abril de 1234) foi o monarca do Reino de Navarra de 1194 até à sua morte. Pertencia à Dinastia Jimena foi sucedido pelo sobrinho Teobaldo I, Conde de Champagne.
Era filho de Sancho VI de Navarra e de Sancha de Castela, infanta de Castela (1137–1179), filha de Afonso VII de Leão e de Berengária de Barcelona. Foi casado com Constância de Toulouse (1180 - 12 de Maio de 1260), filha de Raimundo V de Toulouse.